# Острая (гора, Дагестан)
Острая(лезг. СтIур сув) — вершина Главного Кавказского хребта на границе Азербайджана (Гусарский район) и России (Дагестан, Докузпаринский район). Высота — 2914 м.

## География
Самая крупная из рек, берущих начало на склонах горы — Таирджал (впадает в р. Самур). Небольшие речки, берущие начало на западных склонах Острой, впадают в приток Самура — Усухчай.
У северного подножья горы расположено село Каракюре (Дагестан, Докузпаринский район), у западного — Каладжух (Дагестан, Докузпаринский район), а у восточного — Судур (Азербайджан, Гусарский район).